# Gouvernement Sellal III
Pour les articles homonymes, voir Gouvernement Abdelmalek Sellal.
République algérienne
Sellal II Sellal IV
Le gouvernement Sellal III a été en fonction du 29 avril 2014 à la suite de l’élection d'Abdelaziz Bouteflika pour un quatrième mandat,, au 14 mai 2015.
Abdelmalek Sellal a été reconduit après une période d'intérim durant laquelle il a dirigé la campagne électorale du président candidat.
La composition du gouvernement a elle été émise par décret le 5 mai 2014. Il y a peu de changement importants mis à part le départ du ministre des finances Karim Djoudi et celui de la culture Khalida Toumi. On note par ailleurs l'entrée de technocrates et de nombreuses femmes comme Nouria Benghabrit-Remaoun, ce qui porte le nombre de femmes à 7 dans le gouvernement, nombre le plus élevé dans le monde arabe et parmi les plus hauts taux de représentation féminine dans le monde au sein d'un gouvernement.
- Premier ministre : Abdelmalek Sellal

## Ministres
- Ministre d'État, ministre de l’Intérieur et des collectivités locales : Tayeb Belaiz
- Vice-ministre de la Défense nationale : Ahmed Gaïd Salah
- Ministre des Affaires étrangères : Ramtane Lamamra
- Ministre de la Justice, garde des Sceaux : Tayeb Louh
- Ministre des Finances : Mohamed Djellab
- Ministre de l'Énergie : Youcef Yousfi
- Ministre de l'Industrie et des Mines : Abdeslam Bouchouareb
- Ministre de l'Agriculture et du Développement rural : Abdelwahab Nouri
- Ministre des Moudjahidine : Tayeb Zitouni
- Ministre des Affaires religieuses et des Wakfs : Mohamed Aïssa
- Ministre du Commerce : Amara Benyounès
- Ministre des Transports : Amar Ghoul
- Ministre des Ressources en eau : Hocine Necib
- Ministre des Travaux publics : Abdelkader Kadi
- Ministre de l’Habitat, de l’Urbanisme et de la Ville : Abdelmadjid Tebboune
- Ministre de l'Éducation nationale : Nouria Benghabrit-Remaoun
- Ministre de l’Enseignement supérieur et de la Recherche scientifique : Mohamed Mebarki
- Ministre de la Formation et de l’Enseignement professionnels : Noureddine Bedoui
- Ministre du Travail, de l’Emploi et de la Sécurité sociale : Mohamed El Ghazi
- Ministre de l’Aménagement du territoire et de l’Environnement : Dalila Boudjemaâ
- Ministre de la Culture : Nadia Labidi
- Ministre de la Solidarité nationale, de la Famille et de la Condition de la femme : Mounia Meslem
- Ministre des Relations avec le Parlement : Khelil Mahi
- Ministre de la Santé, de la Population et de la Réforme hospitalière : Abdelmalek Boudiaf
- Ministre de la Jeunesse : Abdelkader Khamri
- Ministre des Sports : Mohamed Tahmi
- Ministre de la Communication : Hamid Grine
- Ministre de la Poste et des Technologies de l’information et de la communication : Zohra Derdouri
- Ministre du Tourisme et de l’Artisanat : Nouria Yamina Zerhouni
- Ministre de la Pêche et des Ressources halieutiques : Sid Ahmed Ferroukhi

- Ministre délégué auprès du ministre des Affaires étrangères, chargé des Affaires maghrébines et africaines : Abdelkader Messahel
- Ministre délégué auprès du ministre des Finances, chargé du Budget et de la Prospective : Hadji Baba Ammi
- Ministre déléguée après du ministre du Tourisme et de l'Artisanat, chargée de l'Artisanat : Aïcha Tagabou

## Trombinoscope

### Premier ministre
| Image             | Fonction         | Nom               | Parti |
| ----------------- | ---------------- | ----------------- | ----- |
| Abdelmalek Sellal | Premier ministre | Abdelmalek Sellal | FLN   |

### Ministres
| Image | Fonction                                                                                                   | Nom                       | Parti |
| ----- | --- | ------------------------- | ----- |
|       | Ministre d'État, ministre de l’Intérieur et des collectivités locales                                      | Tayeb Belaiz              |       |
|       | Vice-ministre de la Défense nationale                                                                      | Ahmed Gaïd Salah          |       |
|       | Ministre des Affaires étrangères                                                                           | Ramtane Lamamra           |       |
|       | Ministre de la Justice, garde des Sceaux                                                                   | Tayeb Louh                | FLN   |
|       | Ministre des Finances                                                                                      | Mohamed Djellab           |       |
|       | Ministre de l'Énergie                                                                                      | Youcef Yousfi             | RND   |
|       | Ministre de l'Industrie et des Mines                                                                       | Abdeslam Bouchouareb      | RND   |
|       | Ministre de l'Agriculture et du Développement rural                                                        | Abdelwahab Nouri          |       |
|       | Ministre des Moudjahidine                                                                                  | Tayeb Zitouni             | RND   |
|       | Ministre des Affaires religieuses et des Wakfs                                                             | Mohamed Aïssa             |       |
|       | Ministre du Commerce                                                                                       | Amara Benyounès           | MPA   |
|       | Ministre des Transports                                                                                    | Amar Ghoul                | TAJ   |
|       | Ministre des Ressources en eau                                                                             | Hocine Necib              |       |
|       | Ministre des Travaux publics                                                                               | Abdelkader Kadi           |       |
|       | Ministre de l’Habitat, de l’Urbanisme et de la Ville                                                       | Abdelmadjid Tebboune      |       |
|       | Ministre de l'Éducation nationale                                                                          | Nouria Benghabrit-Remaoun |       |
|       | Ministre de l'Enseignement supérieur et de la Recherche scientifique                                       | Mohamed Mebarki           |       |
|       | Ministre de la Formation et de l’Enseignement professionnels                                               | Noureddine Bedoui         |       |
|       | Ministre du Travail, de l’Emploi et de la Sécurité sociale                                                 | Mohamed El Ghazi          |       |
|       | Ministre de l’Aménagement du territoire et de l’Environnement                                              | Dalila Boudjemaâ          |       |
|       | Ministre de la Culture                                                                                     | Nadia Labidi              |       |
|       | Ministre de la Solidarité nationale, de la Famille et de la Condition de la femme                          | Mounia Meslem             |       |
|       | Ministre des Relations avec le Parlement                                                                   | Khelil Mahi               | FLN   |
|       | Ministre de la Santé, de la Population et de la Réforme hospitalière                                       | Abdelmalek Boudiaf        |       |
|       | Ministre de la Jeunesse                                                                                    | Abdelkader Khamri         |       |
|       | Ministre des Sports                                                                                        | Mohamed Tahmi             |       |
|       | Ministre de la Communication                                                                               | Hamid Grine               |       |
|       | Ministre de la Poste et des Technologies de l’information et de la communication                           | Zohra Derdouri            |       |
|       | Ministre du Tourisme et de l’Artisanat                                                                     | Nouria Yamina Zerhouni    |       |
|       | Ministre de la Pêche et des Ressources halieutiques                                                        | Sid Ahmed Ferroukhi       |       |
|       | Ministre délégué auprès du ministre des Affaires étrangères, chargé des Affaires maghrébines et africaines | Abdelkader Messahel       |       |
|       | Ministre délégué auprès du ministre des Finances, chargé du Budget et de la Prospective                    | Hadji Baba Ammi           |       |
|       | Ministre déléguée après du ministre du Tourisme et de l'Artisanat, chargée de l'Artisanat                  | Aïcha Tagabou             |       |